# Olinowanie stałe

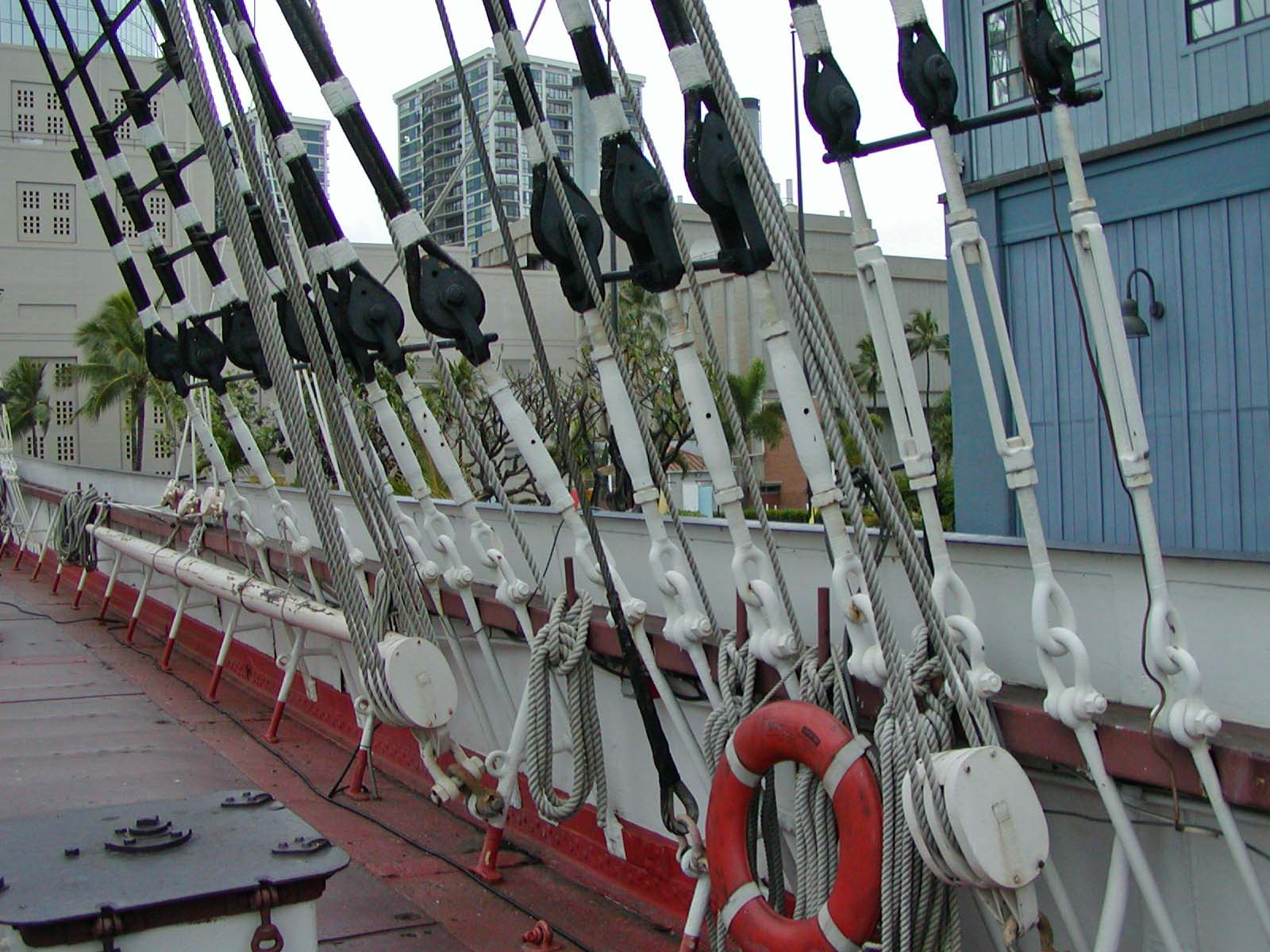
Wanty na żaglowcu "Falls of Clyde" (kolor czarny)

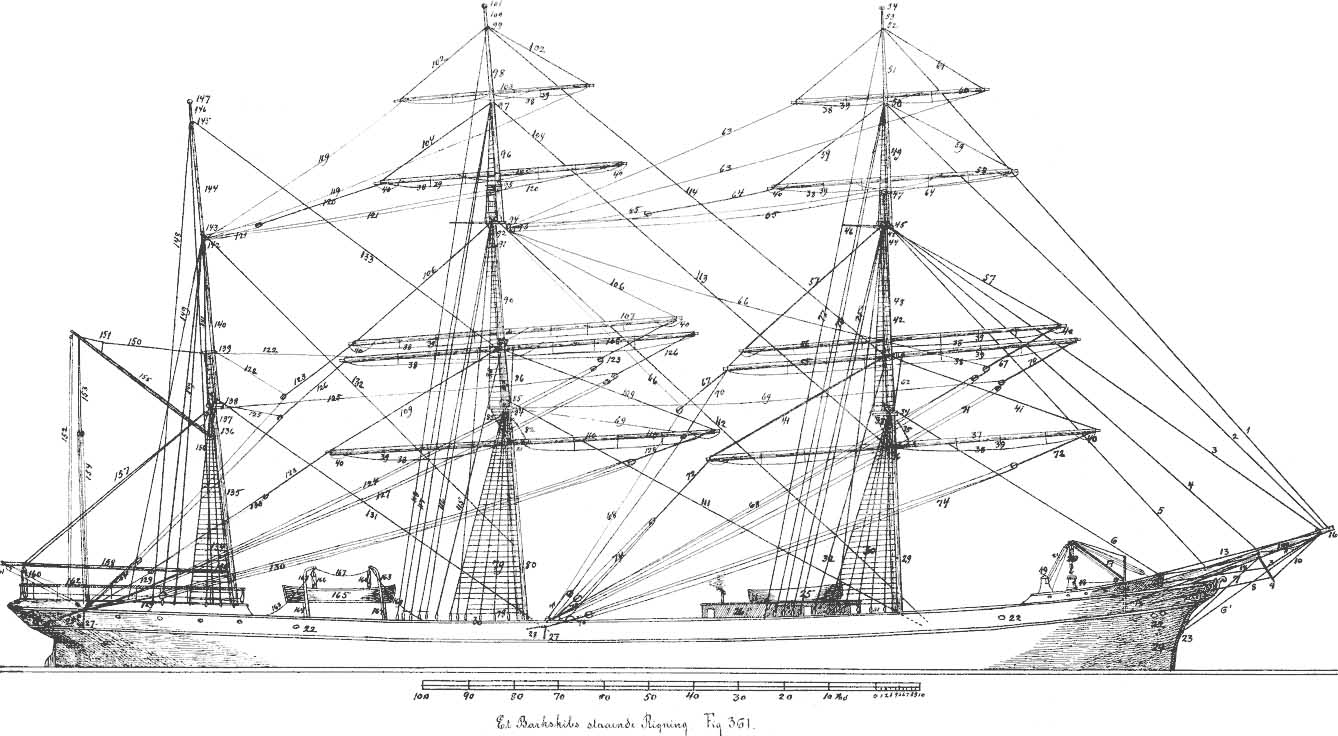
Olinowanie trójmasztowego barku

Olinowanie stałe – rodzaj olinowania na jachcie żaglowym lub innej jednostce pływającej posiadającej maszt. Zazwyczaj są to liny (czasem pręty lub specjalne profile) utrzymujące i stabilizujące maszt bądź inne drzewca w płaszczyźnie poprzecznej jachtu. Ich mocowania mogą być przytwierdzone w różnych jego częściach (stąd ich różne nazwy, biorące się od miejsca zamocowania). Drugi koniec jest mocowany do pokładu lub innych stałych elementów omasztowania. Podczas żeglugi nie pracuje się linami olinowania stałego. Co jakiś czas dokonuje się korekty ich napięcia. Wyjątkiem są jednostki regatowe, na których olinowanie stałe często reguluje się w trakcie żeglugi, w celu zmiany ustawienia (pochylenia, ugięcia) masztu.
Najczęściej olinowanie stałe stanowią liny skręcone z drutów ze stali węglowej powleczone antykorozyjną warstwą cynkową. Niekiedy materiałem może być również stal stopowa, nierdzewna bądź kwasoodporna. Od końca lat 1980. eksperymentuje się również z olinowaniem stałym wykonanym z włókna węglowego lub aramidowego, jednakże ze względu na niską wytrzymałość udarową ich zastosowanie jest ograniczone do jednostek regatowych oraz jachtów o wysokich wymaganiach technologicznych, gdzie priorytetem jest redukcja masy i poprawa osiągów.  
Końce lin olinowania stałego zagniata się bądź zaplata i łączy np. ściągaczem lub drabinką w celu umożliwienia regulacji naprężenia.  
W ogólności olinowanie stałe dzieli się ze względu na kierunek działania sił przez nie przenoszonych i tak są to: sztagi, wanty, baksztagi, jumpsztagi.

Sztag
Achtersztag
Baksztag
Wanty kolumnowe
Topwanty
Jumpsztag
Wanta krzyżowa - krojcwanta